# بوينغ X-20 داينا-سور
بوينغ إكس-20 داينا-سور (بالإنجليزية: Boeing X-20 Dyna-Soar)‏ هي طائرة فضائية تجريبية للمهمات العسكرية، يمكن إعادة استخدامها، أُنتجت في الولايات المتحدة. من صناعة بوينغ. كان أول طيران لها في لم تبن .
وهي مشروع أطلقته القوات الجوية الأمريكية لبناء مركبة فضائية تضطلع بمهام الطائرة المنقبلة وطائرة التجسس بالإضافة إلى عملية إنقاذ رواد الفضاء وتخريب الأقمار الصناعية المعادية. جرى تدريب 8 رواد فضاء لقيادة هذه المركبة.

## انظر أيضًا

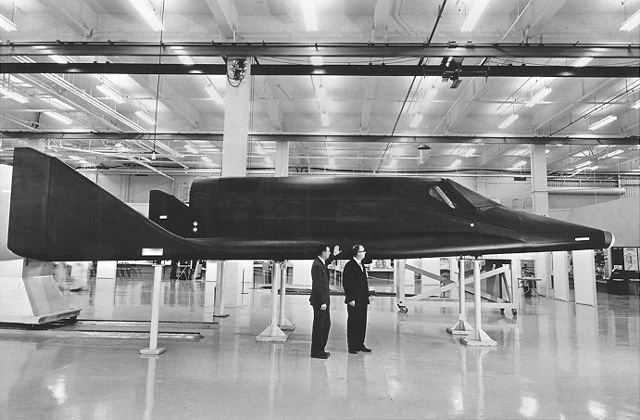
نموذج عن الطائرة